# Кринички (Кировоградская область)
Кринички (укр. Кринички) — село в Новоархангельской поселковой общине Голованевского района Кировоградской области Украины.
До 2020 года входило в Новоархангельский район.
Население по переписи 2001 года составляло 154 человека. Почтовый индекс — 26140. Телефонный код — 5255. Код КОАТУУ — 3523686502.